# Pinus yecorensis
Pinus yecorensis je mexická pětijehličná borovice, některými botaniky považovaná pouze za varietu borovice Pinus pseudostrobus.

## Taxonomie
Někteří botanici pochybují o platnosti tohoto druhu a považují jej jen za varietu velmi proměnlivé borovice Pinus pseudostrobus: Pinus pseudostrobus varieta pseudostrobus, protože morfologické znaky Pinus yecorensis se zdají jako plně spadající do rozsahu proměnlivosti morfologie Pinus pseudostrobus. Nicméně výskyt Pinus yecorensis je více na sever, než Pinus pseudostrobus, a její ekologické umístění je značně odlišné. Navíc molekulární rozbor z roku 2009 , provedený Gernandtem s kolektivem, umístil borovici Pinus yecorensis do společného kladu (vývojové větve) s borovicemi borovice Douglasova (Pinus douglasiana) a Pinus maximinoi, což je v souladu s rozborem z roku 2001 , provedeným Felgerem s kolektivem, který Pinus yecorensis přiřadil, z důvodů postavených na čistě morfologických základech, k borovici Douglasově .

## Původ názvu stromu
Pinus yecorensis byla pojmenována podle místa, kde byla v roce 1994 objevena – podle malého města a okolo ležící obce Yécora, ve státě Sonora, v Mexiku.

## Synonyma
- Pinus pseudostrobus poddruh yecorensis.

## Popis
Stálezelený, jehličnatý strom, dorůstající do výšky 30 m. Kmen dosahuje průměru do 0,9 m. Koruna je u dospělých stromů široká, hustější a kopulovitá. Borka je červenohnědá, drsná, s tmavými podélnými brázdami (rýhami). Letorosty jsou pod 10 mm tlusté, šupinaté, zpočátku stříbrnomodrošedozelené. Jehlice jsou ve svazečcích (Fasciculus) po 5 (vzácně též po 4 a 6 ); jehlice jsou 20–38 cm dlouhé a 1 mm široké; mírně se sklánějící; světle zelené; svazečkové pochvy jsou tmavé a neopadavé. Samičí šištice – šišky jsou visící, ne zcela přirostlé či na silné, 15 mm dlouhé, stopce; dřevité, 5–15,5 cm dlouhé, souměrné či mírně nesouměrné, proměnlivě opadavé nebo neopadavé, stopka proměnlivě opadává nebo neopadává s šiškou. Šupiny šišek jsou silné. Výrůstky (Apophysis) jsou středně až velmi ztluštělé. Přírůstek prvního roku (Umbo) je zádový, dolů směřující, s malým trnem. Semena jsou vejčitá, 6–8,4 mm dlouhá. Křídla semen jsou široká, 16–25 mm dlouhá. K uvolňování pylu dochází březen-duben.

## Příbuznost
Pinus yecorensis má 1 varietu:
- Pinus yecorensis varieta sinaloensis (jedná se o jižní varietu, která roste v nižších nadmořských výškách 1100–1300 m)[2].

## Výskyt
Domovinou borovice Pinus yecorensis je Mexiko (státy Chihuahua (stát), Durango (stát), Sinaloa a Sonora (stát)).

## Ekologie
Pinus yecorensis roste v nadmořských výškách 900–1975 m v lesních krajinách, na svazích pohoří Sierra Madre Occidental u Tichého oceánu. Strom zde tvoří lesy s duby Quercus a s jinými druhy borovic, hlavně s Pinus oocarpa, Pinus leiophylla varieta chihuahuana a Pinus engelmannii.

## Využití člověkem
Strom je využíván pro dřevo (řezivo).